# Dio è in pausa pranzo
Dio è in pausa pranzo è un film del 2021 diretto da Michele Coppini.

## Trama
Un quarantenne durante la pandemia di Coronavirus decide di rifugiarsi in un tinello, terrorizzato dalla paura di essere contagiato dai suoi anziani genitori. Ha con lui una maschera antigas, un computer e l'amore verso i film horror e l'informazione alternativa. Con questi "compagni" attraverserà tutto il periodo pandemico, dovendo a un certo punto, combattere le sue paure.

## Distribuzione
Il film è stato distribuito nelle sale cinematografiche italiane dal 28 marzo 2022.
Dal 21 giugno 2022 è disponibile su Prime Video e in Home Video (ed. Mustang Entertainment).